# Alsophis rijgersmaei
Espèce
Synonymes
- Alsophis cinereus Garman, 1887

Statut de conservation UICN

 EN A2ce : En danger
Alsophis rijgersmaei, la Couresse du Banc d'Anguilla  est une espèce de serpents de la famille des Dipsadidae.

## Répartition
Cette espèce est endémique du banc d'Anguilla.
Elle se rencontre à Anguilla et à Saint-Barthélemy.
Elle n'a pas été observée à Saint-Martin depuis 1991, elle en a probablement disparu à cause de l'introduction volontaire de la mangouste indienne (Herpestes javanicus).
Elle est particulièrement menacée par l’activité humaine et par les animaux domestiques comme les chats.

## Description
La Couresse du Banc d’Anguilla mesure jusqu'à 1 380 mm dont 300 mm de queue, elle est de couleur grise a marron foncé. Elle est principalement diurne et terrestre.

## Alimentation
Elle se nourrit principalement de petits reptiles :
- Anolis gingivinus, Ameiva plei, Sphaerodactylus sputator, Sphaerodactylus parvus  et probablement Hemidactylus mabouia sur Saint-Barthélemy et Anguilla.
- Consommait probablement Anolis gingivinus, Anolis pogus, Ameiva plei, Sphaerodactylus sputator  et Sphaerodactylus parvus sur Saint-Martin.

## Étymologie
Cette espèce est nommée en l'honneur du docteur Hendrik Elingsz van Rijgersma (1835–1877).

## Publication originale
- Cope, 1870 "1869" : Seventh Contribution to the Herpetology of Tropical America. Proceedings of the American Philosophical Society, vol. 11, no 81, p. 147-192 (texte intégral).